# Gwiazdoszek
Gwiazdoszek (Pediastrum) – rodzaj glonów z grupy zielenic.

## Charakterystyka
Komórki zebrane w płaskie kolonie, o komórkach zróżnicowanych na wewnętrzne i brzeżne komórki zwykle z wydłużonymi wyrostkami (od 1 do 4), nadającymi kolonii charakterystyczny wygląd, przypominający gwiazdę. Cenobium powstaje przez połączenie się zoospor. Cenobia składają się 4–64 (rzadko 128) komórek ułożonych w jednowarstwową płytkę o średnicy 15–400 μm. Komórki w kolonii mogą ściśle do siebie przylegać lub stykać się krańcami, pozostawiając puste przestrzenie.
Komórki o zróżnicowanych kształtach (także w jednym cenobium), o średnicy 8–32 μm, z wieloma jądrami i pojedynczym, ale podzielonym przyściennym chloroplastem, zwykle z jednym pirenoidem. Ściany komórkowe gładkie lub ornamentowane. Z nietypowo dużym jak na zielenice udziałem krzemu, a także krystalicznymi postaciami glukozy i mannozy.
Każda komórka może dać początek nowemu cenobium. Z wewnętrznej części ściany komórkowej tworzy się pęcherzyk, w którym znajdują się dwuwiciowe zoospory. Po kilku godzinach zoospory przybierają ostateczny kształt, łączą się w cenobium i przestają samodzielnie poruszać. Pęcherzyk pozostaje jeszcze przez krótki czas po zgrupowaniu się komórek. Spotykane również wytwarzanie kulistych spor przetrwalnikowych, które po dostaniu się do nowego środowiska zazieleniają się i wytwarzają zoospory. Powstałe z nich cenobium ma komórki kuliste (z wyrostkami), a typowe wielościenne komórki powstają dopiero w następnych pokoleniach. 
Izogamia obserwowana rzadko. Gamety podobne do zoospor (również dwuwiciowe), ale mniejsze (2,5–8 μm). Zawierają chloroplast i plamkę oczną. Zygota rośnie, a następnie wytwarza zoospory i uwalnia je przez otwór w ścianie komórkowej. 
Cenobia wolno żyjące w wodach słodkich i słonawych – stojących i płynących. Przedstawiciele rodzaju są elementem fitoplanktonu lub fitobentosu, także w metafitonie. Występują we wszystkich strefach klimatycznych, często mając znaczny udział w biocenozach, aż do wywoływania zakwitów, zwłaszcza w mniejszych zbiornikach. Rodzaj uważany za wskaźnik eutrofii.
W Polsce do początku XXI w. stwierdzono ponad 30 gatunków (zgodnie z systematyką z drugiej połowy XX w.), nie licząc wyróżnionych odmian, wśród których najczęściej notowano Pediastrum boryanum (Pseudopediastrum boryanum), a dość często również P. duplex i P. tetras (Stauridium tetras).

## Systematyka

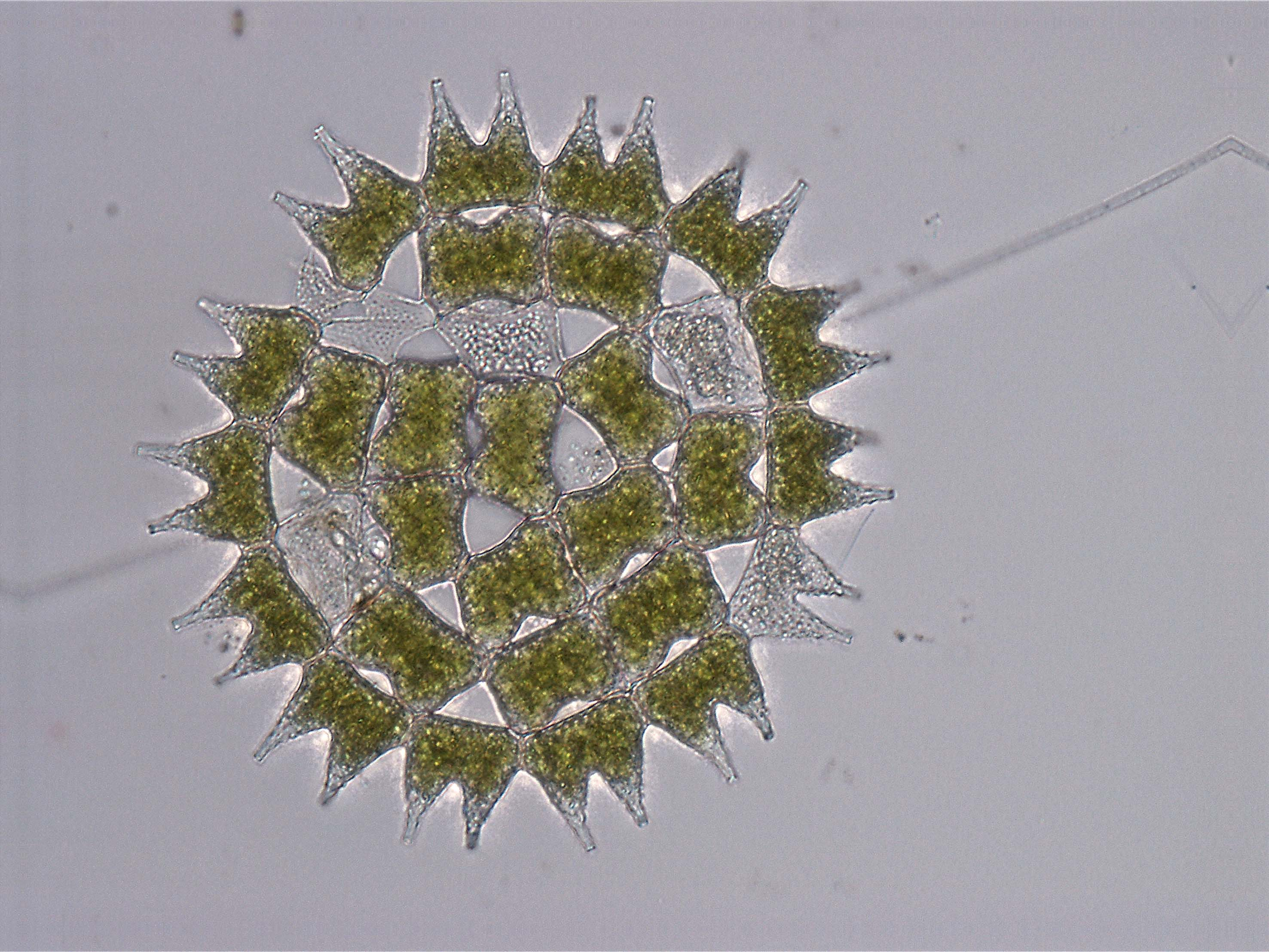
Pediastrum duplex

Rodzaj zaliczany tradycyjnie do rzędu Chlorococcales, w nowszych systemach do Sphaeropleales.
W serwisie AlgaeBase wiosną 2014 r. zgromadzono 405 taksonów podrzędnych (gatunków i odmian) wobec rodzaju Pediastrum, z czego potwierdzony status miało wówczas 15 z nich (w tym również niektóre odmiany tych gatunków, które same zostały przeniesione do innych rodzajów, np. P. boryanum, P. simplex czy P. tetras), podczas gdy większość pozostałych uznano za synonimy innych gatunków gwiazdoszka lub innego rodzaju, ewentualnie jeszcze nie potwierdzono ich statusu: 
- Pediastrum angulosum
- Pediastrum argentinense
- Pediastrum bareilliense
- Pediastrum berolinense
- Pediastrum bijuga
- Pediastrum braunii
- Pediastrum contiguum
- Pediastrum cruciatum
- Pediastrum duplex
- Pediastrum ellipticum
- Pediastrum integrum
- Pediastrum musterii
- Pediastrum obtusum
- Pediastrum orbitale
- Pediastrum patagonicum
- Pediastrum sculptatum
- Pediastrum tricyclium